# Liste der Weltmeister in der Leichtathletik/Medaillengewinnerinnen
Diese Liste ist Teil der Liste der Weltmeister in der Leichtathletik. Sie führt sämtliche Medaillengewinnerinnen bei Leichtathletik-Weltmeisterschaften auf. Sie ist gegliedert nach Wettbewerben, die aktuell zum Wettkampfprogramm gehören und nach nicht mehr ausgetragenen Wettbewerben.

## Aktuelle Wettbewerbe

### 100 m
| Weltmeisterschaften | Weltmeisterschaften | Gold                         | Silber                  | Bronze                  |
| ------------------- | ------------------- | ---------------------------- | ----------------------- | ----------------------- |
| 1983                | Helsinki            | Marlies Oelsner-Göhr         | Marita Koch             | Diane Williams          |
| 1987                | Rom                 | Silke Gladisch-Möller        | Heike Daute-Drechsler   | Merlene Ottey           |
| 1991                | Tokio               | Katrin Krabbe                | Gwen Torrence           | Merlene Ottey           |
| 1993                | Stuttgart           | Gail Devers                  | Merlene Ottey           | Gwen Torrence           |
| 1995                | Göteborg            | Gwen Torrence                | Merlene Ottey           | Irina Priwalowa         |
| 1997                | Athen               | Marion Jones                 | Schanna Pintussewytsch  | Savatheda Fynes         |
| 1999                | Sevilla             | Marion Jones                 | Inger Miller            | Ekaterini Thanou        |
| 2001                | Edmonton            | Schanna Pintussewytsch-Block | Ekaterini Thanou        | Chandra Sturrup         |
| 2003                | Saint-Denis         | Torri Edwards                | Chandra Sturrup         | Ekaterini Thanou        |
| 2005                | Helsinki            | Lauryn Williams              | Veronica Campbell       | Christine Arron         |
| 2007                | Osaka               | Veronica Campbell-Brown      | Lauryn Williams         | Carmelita Jeter         |
| 2009                | Berlin              | Shelly-Ann Fraser            | Kerron Stewart          | Carmelita Jeter         |
| 2011                | Daegu               | Carmelita Jeter              | Veronica Campbell-Brown | Kelly-Ann Baptiste      |
| 2013                | Moskau              | Shelly-Ann Fraser-Pryce      | Murielle Ahouré         | Carmelita Jeter         |
| 2015                | Peking              | Shelly-Ann Fraser-Pryce      | Dafne Schippers         | Tori Bowie              |
| 2017                | London              | Tori Bowie                   | Marie-Josée Ta Lou      | Dafne Schippers         |
| 2019                | Doha                | Shelly-Ann Fraser-Pryce      | Dina Asher-Smith        | Marie-Josée Ta Lou      |
| 2022                | Eugene              | Shelly-Ann Fraser-Pryce      | Shericka Jackson        | Elaine Thompson-Herah   |
| 2023                | Budapest            | Sha’Carri Richardson         | Shericka Jackson        | Shelly-Ann Fraser-Pryce |

### 200 m
| Weltmeisterschaften | Weltmeisterschaften | Gold                        | Silber                   | Bronze                        |
| ------------------- | ------------------- | --------------------------- | ------------------------ | ----------------------------- |
| 1983                | Helsinki            | Marita Koch                 | Merlene Ottey            | Kathy Smallwood-Cook          |
| 1987                | Rom                 | Silke Gladisch-Möller       | Florence Griffith-Joyner | Merlene Ottey                 |
| 1991                | Tokio               | Katrin Krabbe               | Gwen Torrence            | Merlene Ottey                 |
| 1993                | Stuttgart           | Merlene Ottey               | Gwen Torrence            | Irina Priwalowa               |
| 1995                | Göteborg            | Merlene Ottey               | Irina Priwalowa          | Galina Maltschugina           |
| 1997                | Athen               | Schanna Pintussewytsch      | Susanthika Jayasinghe    | Merlene Ottey                 |
| 1999                | Sevilla             | Inger Miller                | Beverly McDonald         | Merlene Frazer Andrea Philipp |
| 2001                | Edmonton            | Debbie Ferguson             | LaTasha Jenkins          | Cydonie Mothersille           |
| 2003                | Saint-Denis         | Anastassija Kapatschinskaja | Torri Edwards            | Muriel Hurtis                 |
| 2005                | Helsinki            | Allyson Felix               | Rachelle Boone-Smith     | Christine Arron               |
| 2007                | Osaka               | Allyson Felix               | Veronica Campbell        | Susanthika Jayasinghe         |
| 2009                | Berlin              | Allyson Felix               | Veronica Campbell-Brown  | Debbie Ferguson-McKenzie      |
| 2011                | Daegu               | Veronica Campbell-Brown     | Carmelita Jeter          | Allyson Felix                 |
| 2013                | Moskau              | Shelly-Ann Fraser-Pryce     | Murielle Ahouré          | Blessing Okagbare             |
| 2015                | Peking              | Dafne Schippers             | Elaine Thompson          | Veronica Campbell-Brown       |
| 2017                | London              | Dafne Schippers             | Marie-Josée Ta Lou       | Shaunae Miller-Uibo           |
| 2019                | Doha                | Dina Asher-Smith            | Brittany Brown           | Mujinga Kambundji             |
| 2022                | Eugene              | Shericka Jackson            | Shelly-Ann Fraser-Pryce  | Dina Asher-Smith              |
| 2023                | Budapest            | Shericka Jackson            | Gabrielle Thomas         | Sha’Carri Richardson          |

### 400 m
| Weltmeisterschaften | Weltmeisterschaften | Gold                     | Silber               | Bronze                  |
| ------------------- | ------------------- | ------------------------ | -------------------- | ----------------------- |
| 1983                | Helsinki            | Jarmila Kratochvílová    | Taťána Kocembová     | Marija Pinigina         |
| 1987                | Rom                 | Olha Bryshina            | Petra Müller         | Kirsten Emmelmann       |
| 1991                | Tokio               | Marie-José Pérec         | Grit Breuer          | Sandra Myers            |
| 1993                | Stuttgart           | Jearl Miles              | Natasha Kaiser-Brown | Sandie Richards         |
| 1995                | Göteborg            | Marie-José Pérec         | Pauline Davis        | Jearl Miles             |
| 1997                | Athen               | Cathy Freeman            | Sandie Richards      | Jearl Miles Clark       |
| 1999                | Sevilla             | Cathy Freeman            | Anja Rücker          | Lorraine Graham-Fenton  |
| 2001                | Edmonton            | Amy Mbacké Thiam         | Lorraine Fenton      | Ana Guevara             |
| 2003                | Saint-Denis         | Ana Guevara              | Lorraine Fenton      | Amy Mbacké Thiam        |
| 2005                | Helsinki            | Tonique Williams-Darling | Sanya Richards       | Ana Guevara             |
| 2007                | Osaka               | Christine Ohuruogu       | Nicola Sanders       | Novlene Williams        |
| 2009                | Berlin              | Sanya Richards           | Shericka Williams    | Antonina Kriwoschapka   |
| 2011                | Daegu               | Amantle Montsho          | Allyson Felix        | Francena McCorory       |
| 2013                | Moskau              | Christine Ohuruogu       | Amantle Montsho      | Stephenie Ann McPherson |
| 2015                | Peking              | Allyson Felix            | Shaunae Miller       | Shericka Jackson        |
| 2017                | London              | Phyllis Francis          | Salwa Eid Naser      | Allyson Felix           |
| 2019                | Doha                | Salwa Eid Naser          | Shaunae Miller-Uibo  | Shericka Jackson        |
| 2022                | Eugene              | Shaunae Miller-Uibo      | Marileidy Paulino    | Sada Williams           |
| 2023                | Budapest            | Marileidy Paulino        | Natalia Kaczmarek    | Sada Williams           |

### 800 m
| Weltmeisterschaften | Weltmeisterschaften | Gold                      | Silber                    | Bronze                    |
| ------------------- | ------------------- | ------------------------- | ------------------------- | ------------------------- |
| 1983                | Helsinki            | Jarmila Kratochvílová     | Ljubow Gurina             | Jekaterina Podkopajewa    |
| 1987                | Rom                 | Sigrun Wodars             | Christine Wachtel         | Ljubow Gurina             |
| 1991                | Tokio               | Lilija Nurutdinowa        | Ana Fidelia Quirot        | Ella Kovacs               |
| 1993                | Stuttgart           | Maria de Lurdes Mutola    | Ljubow Gurina             | Ella Kovacs               |
| 1995                | Göteborg            | Ana Fidelia Quirot        | Letitia Vriesde           | Kelly Holmes              |
| 1997                | Athen               | Ana Fidelia Quirot        | Jelena Afanassjewa        | Maria de Lurdes Mutola    |
| 1999                | Sevilla             | Ludmila Formanová         | Maria de Lurdes Mutola    | Swetlana Masterkowa       |
| 2001                | Edmonton            | Maria de Lurdes Mutola    | Stephanie Graf            | Letitia Vriesde           |
| 2003                | Saint-Denis         | Maria de Lurdes Mutola    | Kelly Holmes              | Natalja Chruschtscheljowa |
| 2005                | Helsinki            | Zulia Calatayud           | Hasna Benhassi            | Tatjana Andrianowa        |
| 2007                | Osaka               | Janeth Jepkosgei Busienei | Hasna Benhassi            | Mayte Martínez            |
| 2009                | Berlin              | Caster Semenya            | Janeth Jepkosgei Busienei | Jenny Meadows             |
| 2011                | Daegu               | Caster Semenya            | Janeth Jepkosgei Busienei | Alysia Montaño            |
| 2013                | Moskau              | Eunice Jepkoech Sum       | Brenda Martinez           | Alysia Montaño            |
| 2015                | Peking              | Maryna Arsamassawa        | Melissa Bishop            | Eunice Jepkoech Sum       |
| 2017                | London              | Caster Semenya            | Francine Niyonsaba        | Ajeé Wilson               |
| 2019                | Doha                | Halimah Nakaayi           | Raevyn Rogers             | Ajeé Wilson               |
| 2022                | Eugene              | Athing Mu                 | Keely Hodgkinson          | Mary Moraa                |
| 2023                | Budapest            | Mary Moraa                | Keely Hodgkinson          | Athing Mu                 |

### 1500 m
| Weltmeisterschaften | Weltmeisterschaften | Gold                | Silber               | Bronze                 |
| ------------------- | ------------------- | ------------------- | -------------------- | ---------------------- |
| 1983                | Helsinki            | Mary Decker         | Samira Saizewa       | Jekaterina Podkopajewa |
| 1987                | Rom                 | Tetjana Samolenko   | Hildegard Körner     | Doina Melinte          |
| 1991                | Tokio               | Hassiba Boulmerka   | Tetjana Dorowskych   | Ljudmila Rogatschowa   |
| 1993                | Stuttgart           | Liu Dong            | Sonia O’Sullivan     | Hassiba Boulmerka      |
| 1995                | Göteborg            | Hassiba Boulmerka   | Kelly Holmes         | Carla Sacramento       |
| 1997                | Athen               | Carla Sacramento    | Regina Jacobs        | Anita Weyermann        |
| 1999                | Sevilla             | Swetlana Masterkowa | Regina Jacobs        | Kutre Dulecha          |
| 2001                | Edmonton            | Gabriela Szabo      | Violeta Szekely      | Natalja Gorelowa       |
| 2003                | Saint-Denis         | Tatjana Tomaschowa  | Süreyya Ayhan        | Hayley Tullett         |
| 2005                | Helsinki            | Tatjana Tomaschowa  | Olga Jegorowa        | Bouchra Ghezielle      |
| 2007                | Osaka               | Maryam Yusuf Jamal  | Iryna Lischtschynska | Daniela Jordanowa      |
| 2009                | Berlin              | Maryam Yusuf Jamal  | Lisa Dobriskey       | Shannon Rowbury        |
| 2011                | Daegu               | Jenny Simpson       | Hannah England       | Natalia Rodríguez      |
| 2013                | Moskau              | Abeba Aregawi       | Jenny Simpson        | Hellen Obiri           |
| 2015                | Peking              | Genzebe Dibaba      | Faith Kipyegon       | Sifan Hassan           |
| 2017                | London              | Faith Kipyegon      | Jenny Simpson        | Caster Semenya         |
| 2019                | Doha                | Sifan Hassan        | Faith Kipyegon       | Gudaf Tsegay           |
| 2022                | Eugene              | Faith Kipyegon      | Gudaf Tsegay         | Laura Muir             |
| 2023                | Budapest            | Faith Kipyegon      | Diribe Welteji       | Sifan Hassan           |

### 5000 m
| Weltmeisterschaften | Weltmeisterschaften | Gold             | Silber                | Bronze                    |
| ------------------- | ------------------- | ---------------- | --------------------- | ------------------------- |
| 1995                | Göteborg            | Sonia O’Sullivan | Fernanda Ribeiro      | Zahra Ouaziz              |
| 1997                | Athen               | Gabriela Szabo   | Roberta Brunet        | Fernanda Ribeiro          |
| 1999                | Sevilla             | Gabriela Szabo   | Zahra Ouaziz          | Ayelech Worku             |
| 2001                | Edmonton            | Olga Jegorowa    | Marta Domínguez       | Ayelech Worku             |
| 2003                | Saint-Denis         | Tirunesh Dibaba  | Marta Domínguez       | Edith Masai               |
| 2005                | Helsinki            | Tirunesh Dibaba  | Meseret Defar         | Ejegayehu Dibaba          |
| 2007                | Osaka               | Meseret Defar    | Vivian Cheruiyot      | Priscah Jepleting Cherono |
| 2009                | Berlin              | Vivian Cheruiyot | Sylvia Jebiwott Kibet | Meseret Defar             |
| 2011                | Daegu               | Vivian Cheruiyot | Sylvia Jebiwott Kibet | Meseret Defar             |
| 2013                | Moskau              | Meseret Defar    | Mercy Cherono         | Almaz Ayana               |
| 2015                | Peking              | Almaz Ayana      | Senbere Teferi        | Genzebe Dibaba            |
| 2017                | London              | Hellen Obiri     | Almaz Ayana           | Sifan Hassan              |
| 2019                | Doha                | Hellen Obiri     | Margaret Kipkemboi    | Konstanze Klosterhalfen   |
| 2022                | Eugene              | Gudaf Tsegay     | Beatrice Chebet       | Dawit Seyaum              |
| 2023                | Budapest            | Faith Kipyegon   | Sifan Hassan          | Beatrice Chebet           |

### 10.000 m
| Weltmeisterschaften | Weltmeisterschaften | Gold                   | Silber                   | Bronze                 |
| ------------------- | ------------------- | ---------------------- | ------------------------ | ---------------------- |
| 1987                | Rom                 | Ingrid Kristiansen     | Olena Schupijewa-Wjasowa | Kathrin Weßel          |
| 1991                | Tokio               | Liz McColgan           | Zhong Huandi             | Wang Xiuting           |
| 1993                | Stuttgart           | Wang Junxia            | Zhong Huandi             | Sally Barsosio         |
| 1995                | Göteborg            | Fernanda Ribeiro       | Derartu Tulu             | Tegla Loroupe          |
| 1997                | Athen               | Sally Barsosio         | Fernanda Ribeiro         | Masako Chiba           |
| 1999                | Sevilla             | Gete Wami              | Paula Radcliffe          | Tegla Loroupe          |
| 2001                | Edmonton            | Derartu Tulu           | Berhane Adere            | Gete Wami              |
| 2003                | Saint-Denis         | Berhane Adere          | Werknesh Kidane          | Sun Yingjie            |
| 2005                | Helsinki            | Tirunesh Dibaba        | Berhane Adere            | Ejegayehu Dibaba       |
| 2007                | Osaka               | Tirunesh Dibaba        | Kara Goucher             | Joanne Pavey           |
| 2009                | Berlin              | Linet Chepkwemoi Masai | Meselech Melkamu         | Wude Ayalew            |
| 2011                | Daegu               | Vivian Cheruiyot       | Sally Kipyego            | Linet Chepkwemoi Masai |
| 2013                | Moskau              | Tirunesh Dibaba        | Gladys Cherono           | Belaynesh Oljira       |
| 2015                | Peking              | Vivian Cheruiyot       | Gelete Burka             | Emily Infeld           |
| 2017                | London              | Almaz Ayana            | Tirunesh Dibaba          | Agnes Jebet Tirop      |
| 2019                | Doha                | Sifan Hassan           | Letesenbet Gidey         | Agnes Jebet Tirop      |
| 2022                | Eugene              | Letesenbet Gidey       | Hellen Obiri             | Margaret Kipkemboi     |
| 2023                | Budapest            | Gudaf Tsegay           | Letesenbet Gidey         | Ejgayehu Taye          |

### Marathon
| Weltmeisterschaften | Weltmeisterschaften | Gold                  | Silber                | Bronze                   |
| ------------------- | ------------------- | --------------------- | --------------------- | ------------------------ |
| 1983                | Helsinki            | Grete Waitz           | Marianne Dickerson    | Raissa Smechnowa         |
| 1987                | Rom                 | Rosa Mota             | Soja Iwanowa          | Jocelyne Villeton        |
| 1991                | Tokio               | Wanda Panfil          | Sachiko Yamashita     | Katrin Dörre             |
| 1993                | Stuttgart           | Junko Asari           | Maria Manuela Machado | Tomoe Abe                |
| 1995                | Göteborg            | Maria Manuela Machado | Anuța Cătună          | Ornella Ferrara          |
| 1997                | Athen               | Hiromi Suzuki         | Maria Manuela Machado | Lidia Slăvuțeanu         |
| 1999                | Sevilla             | Jong Song-ok          | Ari Ichihashi         | Lidia Șimon              |
| 2001                | Edmonton            | Lidia Șimon           | Reiko Tosa            | Swetlana Sacharowa       |
| 2003                | Saint-Denis         | Catherine Ndereba     | Mizuki Noguchi        | Masako Chiba             |
| 2005                | Helsinki            | Paula Radcliffe       | Catherine Ndereba     | Constantina Diță-Tomescu |
| 2007                | Osaka               | Catherine Ndereba     | Zhou Chunxiu          | Reiko Tosa               |
| 2009                | Berlin              | Bai Xue               | Yoshimi Ozaki         | Aselefech Mergia         |
| 2011                | Daegu               | Edna Kiplagat         | Priscah Jeptoo        | Sharon Jemutai Cherop    |
| 2013                | Moskau              | Edna Kiplagat         | Valeria Straneo       | Kayoko Fukushi           |
| 2015                | Peking              | Mare Dibaba           | Helah Kiprop          | Eunice Jepkirui Kirwa    |
| 2017                | London              | Rose Chelimo          | Edna Kiplagat         | Amy Cragg                |
| 2019                | Doha                | Ruth Chepngetich      | Rose Chelimo          | Helalia Johannes         |
| 2022                | Eugene              | Gotytom Gebreslase    | Judith Korir          | Lonah Chemtai Salpeter   |
| 2023                | Budapest            | Amane Beriso          | Gotytom Gebreslase    | Fatima Ezzahra Gardadi   |

### 100 m Hürden
| WM   | Gold                   | Gold | Silber                  | Silber | Bronze                 | Bronze |
| WM   | Athletin               | Land | Athletin                | Land   | Athletin               | Land   |
| ---- | ---------------------- | ---- | ----------------------- | ------ | ---------------------- | ------ |
| 1983 | Bettine Jahn           | GDR  | Kerstin Knabe           | GDR    | Ginka Sagortschewa     | BUL    |
| 1987 | Ginka Sagortschewa     | BUL  | Gloria Uibel            | GDR    | Cornelia Oschkenat     | GDR    |
| 1991 | Ljudmila Naroschilenko | URS  | Gail Devers             | USA    | Natalija Hryhorjewa    | URS    |
| 1993 | Gail Devers            | USA  | Marina Asjabina         | RUS    | Lynda Tolbert          | USA    |
| 1995 | Gail Devers            | USA  | Olga Schischigina       | KAZ    | Julija Graudyn         | RUS    |
| 1997 | Ludmila Engquist       | SWE  | Swetla Dimitrowa        | BUL    | Michelle Freeman       | JAM    |
| 1999 | Gail Devers            | USA  | Glory Alozie            | NGR    | Ludmila Engquist       | SWE    |
| 2001 | Anjanette Kirkland     | USA  | Gail Devers             | USA    | Olga Schischigina      | KAZ    |
| 2003 | Perdita Felicien       | CAN  | Brigitte Foster         | JAM    | Miesha McKelvy         | USA    |
| 2005 | Michelle Perry         | USA  | Delloreen Ennis-London  | JAM    | Brigitte Foster-Hylton | JAM    |
| 2007 | Michelle Perry         | USA  | Perdita Felicien        | CAN    | Delloreen Ennis-London | JAM    |
| 2009 | Brigitte Foster-Hylton | JAM  | Priscilla Lopes-Schliep | CAN    | Delloreen Ennis-London | JAM    |
| 2011 | Sally Pearson          | AUS  | Danielle Carruthers     | USA    | Dawn Harper            | USA    |
| 2013 | Brianna Rollins        | USA  | Sally Pearson           | AUS    | Tiffany Porter         | GBR    |
| 2015 | Danielle Williams      | JAM  | Cindy Roleder           | GER    | Alina Talaj            | BLR    |
| 2017 | Sally Pearson          | AUS  | Dawn Harper-Nelson      | USA    | Pamela Dutkiewicz      | GER    |
| 2019 | Nia Ali                | USA  | Kendra Harrison         | USA    | Danielle Williams      | JAM    |
| 2022 | Tobi Amusan            | NGR  | Britany Anderson        | JAM    | Jasmine Camacho-Quinn  | PUR    |

### 400 m Hürden
| WM   | Gold                   | Gold | Silber                | Silber | Bronze                | Bronze |
| WM   | Athletin               | Land | Athletin              | Land   | Athletin              | Land   |
| ---- | ---------------------- | ---- | --------------------- | ------ | --------------------- | ------ |
| 1980 | Bärbel Broschat        | GDR  | Ellen Neumann         | GDR    | Petra Pfaff           | GDR    |
| 1983 | Jekaterina Fessenko    | URS  | Ana Ambrazienė        | URS    | Ellen Fiedler         | GDR    |
| 1987 | Sabine Busch           | GDR  | Debbie Flintoff-King  | AUS    | Cornelia Ullrich      | GDR    |
| 1991 | Tazzjana Ljadouskaja   | URS  | Sally Gunnell         | GBR    | Janeene Vickers       | USA    |
| 1993 | Sally Gunnell          | GBR  | Sandra Farmer-Patrick | USA    | Margarita Ponomarjowa | RUS    |
| 1995 | Kim Batten             | USA  | Tonja Buford          | USA    | Deon Hemmings         | JAM    |
| 1997 | Nezha Bidouane         | MAR  | Deon Hemmings         | JAM    | Kim Batten            | USA    |
| 1999 | Daimí Pernía           | CUB  | Nezha Bidouane        | MAR    | Deon Hemmings         | JAM    |
| 2001 | Nezha Bidouane         | MAR  | Julija Nossowa        | RUS    | Daimí Pernía          | CUB    |
| 2003 | Jana Pittman           | AUS  | Sandra Glover         | USA    | Julija Petschonkina   | RUS    |
| 2005 | Julija Petschonkina    | RUS  | Lashinda Demus        | USA    | Sandra Glover         | USA    |
| 2007 | Jana Pittman-Rawlinson | AUS  | Julija Petschonkina   | RUS    | Anna Jesień           | POL    |
| 2009 | Melaine Walker         | JAM  | Lashinda Demus        | USA    | Josanne Lucas         | TRI    |
| 2011 | Lashinda Demus         | USA  | Melaine Walker        | JAM    | Natalja Antjuch       | RUS    |
| 2013 | Zuzana Hejnová         | CZE  | Dalilah Muhammad      | USA    | Lashinda Demus        | USA    |
| 2015 | Zuzana Hejnová         | CZE  | Shamier Little        | USA    | Cassandra Tate        | USA    |
| 2017 | Kori Carter            | USA  | Dalilah Muhammad      | USA    | Ristananna Tracey     | JAM    |
| 2019 | Dalilah Muhammad       | USA  | Sydney McLaughlin     | USA    | Rushell Clayton       | JAM    |
| 2022 | Sydney McLaughlin      | USA  | Femke Bol             | NED    | Dalilah Muhammad      | USA    |

### 3000 m Hindernis
| WM   | Gold                 | Gold | Silber             | Silber | Bronze                  | Bronze |
| WM   | Athletin             | Land | Athletin           | Land   | Athletin                | Land   |
| ---- | -------------------- | ---- | ------------------ | ------ | ----------------------- | ------ |
| 2005 | Dorcus Inzikuru      | UGA  | Jekaterina Wolkowa | RUS    | Jeruto Kiptum Kiptubi   | KEN    |
| 2007 | Jekaterina Wolkowa   | RUS  | Tatjana Petrowa    | RUS    | Eunice Jepkorir Kertich | KEN    |
| 2009 | vakant *             |      | Julija Sarudnewa   | RUS    | Milcah Chemos Cheywa    | KEN    |
| 2011 | Julija Saripowa      | RUS  | Habiba Ghribi      | TUN    | Milcah Chemos Cheywa    | KEN    |
| 2013 | Milcah Chemos Cheywa | KEN  | Lidya Chepkurui    | KEN    | Sofia Assefa            | ETH    |
| 2015 | Hyvin Kiyeng         | KEN  | Habiba Ghribi      | TUN    | Gesa Felicitas Krause   | GER    |
| 2017 | Emma Coburn          | USA  | Courtney Frerichs  | USA    | Hyvin Kiyeng            | KEN    |
| 2019 | Beatrice Chepkoech   | KEN  | Emma Coburn        | USA    | Gesa Felicitas Krause   | GER    |
| 2022 | Norah Jeruto         | KAZ  | Werkuha Getachew   | ETH    | Mekides Abebe           | ETH    |

* Im November 2015 wurde Marta Domínguez nach einem Urteil des Internationalen Sportgerichtshofs der Weltmeistertitel wegen Dopings aberkannt.

### 4 × 100 m Staffel
| WM   | Gold | Silber | Bronze |
| ---- | --- | --- | --- |
| 1983 | DDR Silke Möller Marita Koch Ingrid Auerswald Marlies Göhr                                                                           | Vereinigtes Königreich Joan Baptiste Kathy Cook Beverley Callender Shirley Thomas                                                                 | Jamaika Leleith Hodges Jacqueline Pusey Juliet Cuthbert Merlene Ottey                                             |
| 1987 | Vereinigte Staaten Alice Brown Diane Williams Florence Griffith Pam Marshall                                                         | DDR Silke Möller Cornelia Oschkenat Kerstin Behrendt Marlies Göhr                                                                                 | Sowjetunion Iryna Sljussar Natalja Pomoschtschnikowa Natalja Herman Olga Antonowa                                 |
| 1991 | Jamaika Dahlia Duhaney Juliet Cuthbert Beverly McDonald Merlene Ottey Im Vorlauf: Merlene Frazer                                     | Sowjetunion Natalja Kowtun Galina Maltschugina Jelena Winogradowa Irina Priwalowa                                                                 | Deutschland Grit Breuer Katrin Krabbe Sabine Richter Heike Drechsler                                              |
| 1993 | Russland Olga Bogoslowskaja Galina Maltschugina Natalja Woronowa Irina Priwalowa Im Vorlauf: Marina Trandenkowa                      | Vereinigte Staaten Michelle Finn Gwen Torrence Wendy Vereen Gail Devers Im Vorlauf: Sheila Echols                                                 | Jamaika Michelle Freeman Juliet Campbell Nikole Mitchell Merlene Ottey Im Vorlauf: Dahlia Duhaney                 |
| 1995 | Vereinigte Staaten Celena Mondie-Milner Carlette Guidry Chryste Gaines Gwen Torrence Im Vorlauf: D’Andre Hill                        | Jamaika Dahlia Duhaney Juliet Cuthbert Beverly McDonald Merlene Ottey Im Vorlauf: Michelle Freeman                                                | Deutschland Melanie Paschke Silke Lichtenhagen Silke-Beate Knoll Gabriele Becker                                  |
| 1997 | Vereinigte Staaten Chryste Gaines Marion Jones Inger Miller Gail Devers                                                              | Jamaika Beverly McDonald Merlene Frazer Juliet Cuthbert Beverly Grant                                                                             | Frankreich Patricia Girard Christine Arron Delphine Combe Sylviane Félix Im Vorlauf: Frédérique Bangué            |
| 1999 | Bahamas Savatheda Fynes Chandra Sturrup Pauline Davis-Thompson Debbie Ferguson Im Vorlauf: Eldece Clarke                             | Frankreich Patricia Girard Muriel Hurtis Katia Benth Christine Arron Im Vorlauf: Fabé Dia                                                         | Jamaika Aleen Bailey Merlene Frazer Beverly McDonald Peta-Gaye Dowdie                                             |
| 2001 | Deutschland Melanie Paschke Gabi Rockmeier Birgit Rockmeier Marion Wagner                                                            | Frankreich Sylviane Félix Frédérique Bangué Muriel Hurtis Odiah Sidibé                                                                            | Jamaika Juliet Campbell Merlene Frazer Beverly McDonald Astia Walker Im Vorlauf: Elva Goulbourne                  |
| 2003 | Frankreich Patricia Girard Muriel Hurtis Sylviane Félix Christine Arron                                                              | Vereinigte Staaten Angela Williams Chryste Gaines Inger Miller Torri Edwards Im Vorlauf: Lauryn Williams                                          | Russland Olga Fjodorowa Julija Tabakowa Marina Kislowa Larissa Kruglowa                                           |
| 2005 | Vereinigte Staaten Angela Daigle Muna Lee Me’Lisa Barber Lauryn Williams                                                             | Jamaika Danielle Browning Sherone Simpson Aleen Bailey Veronica Campbell Im Vorlauf: Beverly McDonald                                             | Belarus Julija Neszjarenka Natallja Salahub Alena Neumjarschyzkaja Aksana Drahun                                  |
| 2007 | Vereinigte Staaten Lauryn Williams Allyson Felix Mikele Barber Torri Edwards Im Vorlauf: Carmelita Jeter, Mechelle Lewis             | Jamaika Sheri-Ann Brooks Kerron Stewart Simone Facey Veronica Campbell Im Vorlauf: Shelly-Ann Fraser                                              | Belgien Olivia Borlée Hanna Mariën Élodie Ouédraogo Kim Gevaert                                                   |
| 2009 | Jamaika Simone Facey Shelly-Ann Fraser Aleen Bailey Kerron Stewart                                                                   | Bahamas Sheniqua Ferguson Chandra Sturrup Christine Amertil Debbie Ferguson-McKenzie                                                              | Deutschland Marion Wagner Anne Möllinger Cathleen Tschirch Verena Sailer                                          |
| 2011 | Vereinigte Staaten Bianca Knight Allyson Felix Marshevet Myers Carmelita Jeter Im Vorlauf: Shalonda Solomon, Alexandria Anderson     | Jamaika Shelly-Ann Fraser-Pryce Kerron Stewart Sherone Simpson Veronica Campbell-Brown Im Vorlauf: Jura Levy                                      | Ukraine Olessja Powch Natalija Pohrebnjak Marija Rjemjen Chrystyna Stuj                                           |
| 2013 | Jamaika Carrie Russell Kerron Stewart Schillonie Calvert Shelly-Ann Fraser-Pryce Im Vorlauf: Sheri-Ann Brooks                        | Vereinigte Staaten Jeneba Tarmoh Alexandria Anderson English Gardner Octavious Freeman                                                            | Vereinigtes Königreich Dina Asher-Smith Ashleigh Nelson Annabelle Lewis Hayley Jones                              |
| 2015 | Jamaika Veronica Campbell-Brown Natasha Morrison Elaine Thompson Shelly-Ann Fraser-Pryce Im Vorlauf: Sherone Simpson, Kerron Stewart | Vereinigte Staaten English Gardner Allyson Felix Jenna Prandini Jasmine Todd                                                                      | Trinidad und Tobago Kelly-Ann Baptiste Michelle-Lee Ahye Reyare Thomas Semoy Hackett Im Vorlauf: Khalifa St. Fort |
| 2017 | Vereinigte Staaten Aaliyah Brown Allyson Felix Morolake Akinosun Tori Bowie Im Vorlauf: Ariana Washington                            | Vereinigtes Königreich Asha Philip Desirèe Henry Dina Asher-Smith Daryll Neita                                                                    | Jamaika Jura Levy Natasha Morrison Simone Facey Shashalee Forbes                                                  |
| 2019 | Jamaika Natalliah Whyte Shelly-Ann Fraser-Pryce Jonielle Smith Shericka Jackson Im Vorlauf: Natasha Morrison                         | Vereinigtes Königreich Asha Philip Dina Asher-Smith Ashleigh Nelson Daryll Neita Im Vorlauf: Imani Lansiquot                                      | Vereinigte Staaten Dezerea Bryant Teahna Daniels Morolake Akinosun Kiara Parker                                   |
| 2022 | Vereinigte Staaten Melissa Jefferson Abby Steiner Jenna Prandini Twanisha Terry Im Vorlauf: Aleia Hobbs                              | Jamaika Kemba Nelson Elaine Thompson-Herah Shelly-Ann Fraser-Pryce Shericka Jackson Im Vorlauf: Briana Williams, Natalliah Whyte, Remona Burchell | Deutschland Tatjana Pinto Alexandra Burghardt Gina Lückenkemper Rebekka Haase                                     |

### 4 × 400 m Staffel
| WM   | Gold | Silber | Bronze |
| ---- | --- | --- | --- |
| 1983 | DDR Kerstin Walther Sabine Busch Marita Koch Dagmar Rübsam Im Vorlauf: Undine Bremer, Ellen Fiedler                                                             | Tschechoslowakei Taťána Kocembová Milena Matějkovičová Zuzana Moravčíková Jarmila Kratochvílová                                    | Sowjetunion Jelena Korban Marina Iwanowa Irina Baskakowa Marija Pinigina                                                                   |
| 1987 | DDR Dagmar Neubauer Kirsten Emmelmann Petra Müller Sabine Busch Im Vorlauf: Cornelia Ullrich                                                                    | Sowjetunion Aelita Jurtschenko Olga Nasarowa Marija Pinigina Olha Bryshina                                                         | Vereinigte Staaten Diane Dixon Denean Howard Valerie Brisco Lillie Leatherwood                                                             |
| 1991 | Sowjetunion Tazzjana Ljadouskaja Ljudmyla Dschyhalowa Olga Nasarowa Olha Bryshina Im Vorlauf: Anna Tschuprina                                                   | Vereinigte Staaten Rochelle Stevens Diane Dixon Jearl Miles Lillie Leatherwood Im Vorlauf: Natasha Kaiser                          | Deutschland Uta Rohländer Katrin Krabbe Christine Wachtel Grit Breuer Im Vorlauf: Annett Hesselbarth, Katrin Schreiter                     |
| 1993 | Vereinigte Staaten Gwen Torrence Maicel Malone Natasha Kaiser-Brown Jearl Miles Im Vorlauf: Terri Dendy, Michelle Collins                                       | Russland Jelena Rusina Tatjana Alexejewa Margarita Ponomarjowa Irina Priwalowa Im Vorlauf: Goleschewa, Sytschugowa                 | Vereinigtes Königreich Linda Keough Phylis Smith Tracy Goddard Sally Gunnell                                                               |
| 1995 | Vereinigte Staaten Kim Graham Rochelle Stevens Camara Jones Jearl Miles Im Vorlauf: Nicole Green                                                                | Russland Tatjana Tschebykina Swetlana Gontscharenko Julija Sotnikowa Jelena Andrejewa Im Vorlauf: Tatjana Sacharowa                | Australien Lee Naylor Renée Poetschka Melinda Gainsford Cathy Freeman                                                                      |
| 1997 | Deutschland Anke Feller Uta Rohländer Anja Rücker Grit Breuer                                                                                                   | Vereinigte Staaten Maicel Malone Kim Graham Kim Batten Jearl Miles Clark Im Vorlauf: Michelle Collins, Natasha Kaiser-Brown        | Jamaika Inez Turner Lorraine Graham Deon Hemmings Sandie Richards Im Vorlauf: Nadia Graham-Hutchinson                                      |
| 1999 | Russland Tatjana Tschebykina Swetlana Gontscharenko Olga Kotljarowa Natalja Nasarowa Im Vorlauf: Natalja Scharowa, Jekaterina Bachwalowa                        | Vereinigte Staaten Suziann Reid Maicel Malone-Wallace Michelle Collins Jearl Miles Clark Im Vorlauf: Andrea Anderson               | Deutschland Anke Feller Uta Rohländer Anja Rücker Grit Breuer Im Vorlauf: Anja Knippel                                                     |
| 2001 | Jamaika Sandie Richards Catherine Scott Debbie-Ann Parris Lorraine Fenton Im Vorlauf: Michelle Burgher, Deon Hemmings                                           | Deutschland Florence Ekpo-Umoh Shanta Ghosh Claudia Marx Grit Breuer                                                               | Russland Irina Rossichina Julija Nossowa Anastassija Kapatschinskaja Olesja Sykina Im Vorlauf: Natalja Schewzowa                           |
| 2003 | Vereinigte Staaten Me’Lisa Barber Demetria Washington Jearl Miles Clark Sanya Richards Im Vorlauf: DeeDee Trotter                                               | Russland Olesja Sykina Julija Petschonkina Anastassija Kapatschinskaja Natalja Nasarowa Im Vorlauf: Pospelowa, Gontscharenko       | Jamaika Sandie Richards Allison Beckford Ronetta Smith Lorraine Fenton Im Vorlauf: Michelle Burgher                                        |
| 2005 | Russland Julija Petschonkina Olesja Krasnomowez Natalja Antjuch Swetlana Pospelowa Im Vorlauf: Tatjana Firowa, Olesja Sykina                                    | Jamaika Shericka Williams Novlene Williams Ronetta Smith Lorraine Fenton                                                           | Vereinigtes Königreich Lee McConnell Donna Fraser Nicola Sanders Christine Ohuruogu                                                        |
| 2007 | Vereinigte Staaten DeeDee Trotter Allyson Felix Mary Wineberg Sanya Richards Im Vorlauf: Monique Hennagan, Natasha Hastings                                     | Jamaika Shericka Williams Shereefa Lloyd Davita Prendergast Novlene Williams Im Vorlauf: Anastasia Le-Roy                          | Vereinigtes Königreich Christine Ohuruogu Marilyn Okoro Lee McConnell Nicola Sanders Im Vorlauf: Donna Fraser                              |
| 2009 | Vereinigte Staaten Debbie Dunn Allyson Felix Lashinda Demus Sanya Richards Im Vorlauf: Natasha Hastings, Jessica Beard                                          | Jamaika Rosemarie Whyte Novlene Williams-Mills Shereefa Lloyd Shericka Williams Im Vorlauf: Kaliese Spencer                        | Russland Anastassija Kapatschinskaja Tatjana Firowa Ljudmila Litwinowa Antonina Kriwoschapka Im Vorlauf: Natalja Nasarowa, Natalja Antjuch |
| 2011 | Vereinigte Staaten Sanya Richards-Ross Allyson Felix Jessica Beard Francena McCorory Im Vorlauf: Natasha Hastings, Keshia Baker                                 | Jamaika Rosemarie Whyte Davita Prendergast Novlene Williams-Mills Shericka Williams Im Vorlauf: Shereefa Lloyd, Patricia Hall      | Russland Antonina Kriwoschapka Natalja Antjuch Ljudmila Litwinowa Anastassija Kapatschinskaja Im Vorlauf: Xenija Wdowina, Xenija Sadorina  |
| 2013 | Russland Julija Guschtschina Tatjana Firowa Xenija Ryschowa Antonina Kriwoschapka Im Vorlauf: Natalja Antjuch                                                   | Vereinigte Staaten Jessica Beard Natasha Hastings Ashley Spencer Francena McCorory Im Vorlauf: Joanna Atkins                       | Vereinigtes Königreich Eilidh Child Shana Cox Margaret Adeoye Christine Ohuruogu                                                           |
| 2015 | Jamaika Christine Day Shericka Jackson Stephenie Ann McPherson Novlene Williams-Mills Im Vorlauf: Anastasia Le-Roy, Chrisann Gordon                             | Vereinigte Staaten Sanya Richards-Ross Natasha Hastings Allyson Felix Francena McCorory Im Vorlauf: Phyllis Francis, Jessica Beard | Vereinigtes Königreich Christine Ohuruogu Anyika Onuora Eilidh Child Seren Bundy-Davies Im Vorlauf: Kirsten McAslan                        |
| 2017 | Vereinigte Staaten Quanera Hayes Allyson Felix Shakima Wimbley Phyllis Francis Im Vorlauf: Kendall Ellis, Natasha Hastings                                      | Vereinigtes Königreich Zoey Clark Laviai Nielsen Eilidh Doyle Emily Diamond Im Vorlauf: Perri Shakes-Drayton                       | Polen Małgorzata Hołub Iga Baumgart Aleksandra Gaworska Justyna Święty Im Vorlauf: Patrycja Wyciszkiewicz, Martyna Dąbrowska               |
| 2019 | Vereinigte Staaten Phyllis Francis Sydney McLaughlin Dalilah Muhammad Wadeline Jonathas Im Vorlauf: Jessica Beard, Allyson Felix, Kendall Ellis, Courtney Okolo | Polen Iga Baumgart-Witan Patrycja Wyciszkiewicz Małgorzata Hołub-Kowalik Justyna Święty-Ersetic Im Vorlauf: Anna Kiełbasińska      | Jamaika Anastasia Le-Roy Tiffany James Stephenie Ann McPherson Shericka Jackson Im Vorlauf: Roneisha McGregor                              |

### 20 km Gehen
| WM   | Gold                 | Gold | Silber                   | Silber | Bronze                | Bronze |
| WM   | Athletin             | Land | Athletin                 | Land   | Athletin              | Land   |
| ---- | -------------------- | ---- | ------------------------ | ------ | --------------------- | ------ |
| 1999 | Liu Hongyu           | CHN  | Wang Yan                 | CHN    | Kerry Saxby-Junna     | AUS    |
| 2001 | Olimpiada Iwanowa    | RUS  | Waljanzina Zybulskaja    | BLR    | Elisabetta Perrone    | ITA    |
| 2003 | Jelena Nikolajewa    | RUS  | Gillian O’Sullivan       | IRL    | Waljanzina Zybulskaja | BLR    |
| 2005 | Olimpiada Iwanowa    | RUS  | Ryta Turawa              | BLR    | Susana Feitor         | POR    |
| 2007 | Olga Kaniskina       | RUS  | Tatjana Schemjakina      | RUS    | María Vasco           | ESP    |
| 2009 | Olive Loughnane      | IRL  | Liu Hong                 | CHN    | Anissja Kirdjapkina   | RUS    |
| 2011 | Liu Hong             | CHN  | Elisa Rigaudo            | ITA    | Qoijing Gyi           | CHN    |
| 2013 | Liu Hong             | CHN  | Sun Huanhuan             | CHN    | Elisa Rigaudo         | ITA    |
| 2015 | Liu Hong             | CHN  | Lü Xiuzhi                | CHN    | Ljudmyla Oljanowska   | UKR    |
| 2017 | Yang Jiayu           | CHN  | María Guadalupe González | MEX    | Antonella Palmisano   | ITA    |
| 2019 | Liu Hong             | CHN  | Qieyang Shenjie          | CHN    | Yang Liujing          | CHN    |
| 2022 | Kimberly García León | PER  | Katarzyna Zdziebło       | POL    | Qieyang Shijie        | CHN    |

### 35 km Gehen
| Weltmeisterschaften | Weltmeisterschaften | Gold                 | Silber               | Bronze             |
| ------------------- | ------------------- | -------------------- | -------------------- | ------------------ |
| 2022                | Eugene              | Kimberly García León | Katarzyna Zdziebło   | Qieyang Shijie     |
| 2023                | Budapest            | María Pérez García   | Kimberly García León | Antigoni Drisbioti |

### Hochsprung
| WM   | Gold                | Gold | Silber                                    | Silber  | Bronze                          | Bronze  |
| WM   | Athletin            | Land | Athletin                                  | Land    | Athletin                        | Land    |
| ---- | ------------------- | ---- | ----------------------------------------- | ------- | ------------------------------- | ------- |
| 1983 | Tamara Bykowa       | URS  | Ulrike Meyfarth                           | FRG     | Louise Ritter                   | USA     |
| 1987 | Stefka Kostadinowa  | BUL  | Tamara Bykowa                             | URS     | Susanne Beyer                   | GDR     |
| 1991 | Heike Henkel        | GER  | Jelena Jelessina                          | URS     | Inha Babakowa                   | URS     |
| 1993 | Ioamnet Quintero    | CUB  | Silvia Costa                              | CUB     | Sigrid Kirchmann                | AUT     |
| 1995 | Stefka Kostadinowa  | BUL  | Alina Astafei                             | GER     | Inha Babakowa                   | UKR     |
| 1997 | Hanne Haugland      | NOR  | Inha Babakowa Olga Kaliturina             | UKR RUS |                                 |         |
| 1999 | Inha Babakowa       | UKR  | Jelena Jelessina                          | RUS     | Swetlana Lapina                 | RUS     |
| 2001 | Hestrie Cloete      | RSA  | Inha Babakowa                             | UKR     | Kajsa Bergqvist                 | SWE     |
| 2003 | Hestrie Cloete      | RSA  | Marina Kupzowa                            | RUS     | Kajsa Bergqvist                 | SWE     |
| 2005 | Kajsa Bergqvist     | SWE  | Chaunté Howard                            | USA     | Emma Green                      | SWE     |
| 2007 | Blanka Vlašić       | CRO  | Antonietta Di Martino Anna Tschitscherowa | ITA RUS |                                 |         |
| 2009 | Blanka Vlašić       | CRO  | Anna Tschitscherowa                       | RUS     | Ariane Friedrich                | GER     |
| 2011 | Anna Tschitscherowa | RUS  | Blanka Vlašić                             | CRO     | Antonietta Di Martino           | ITA     |
| 2013 | Swetlana Schkolina  | RUS  | Brigetta Barrett                          | USA     | Anna Tschitscherowa Ruth Beitia | RUS ESP |
| 2015 | Marija Kutschina    | RUS  | Blanka Vlašić                             | CRO     | Anna Tschitscherowa             | RUS     |
| 2017 | Marija Lassizkene   | ANA  | Julija Lewtschenko                        | UKR     | Kamila Lićwinko                 | POL     |
| 2019 | Marija Lassizkene   | ANA  | Jaroslawa Mahutschich                     | UKR     | Vashti Cunningham               | USA     |
| 2022 | Eleanor Patterson   | AUS  | Jaroslawa Mahutschich                     | UKR     | Elena Vallortigara              | ITA     |

### Stabhochsprung
| WM   | Gold                | Gold | Silber                       | Silber  | Bronze                          | Bronze  |
| WM   | Athletin            | Land | Athletin                     | Land    | Athletin                        | Land    |
| ---- | ------------------- | ---- | ---------------------------- | ------- | ------------------------------- | ------- |
| 1999 | Stacy Dragila       | USA  | Anschela Balachonowa         | UKR     | Tatiana Grigorieva              | AUS     |
| 2001 | Stacy Dragila       | USA  | Swetlana Feofanowa           | RUS     | Monika Pyrek                    | POL     |
| 2003 | Swetlana Feofanowa  | RUS  | Annika Becker                | GER     | Jelena Issinbajewa              | RUS     |
| 2005 | Jelena Issinbajewa  | RUS  | Monika Pyrek                 | POL     | Pavla Hamáčková                 | CZE     |
| 2007 | Jelena Issinbajewa  | RUS  | Kateřina Baďurová            | CZE     | Swetlana Feofanowa              | RUS     |
| 2009 | Anna Rogowska       | POL  | Chelsea Johnson Monika Pyrek | USA POL |                                 |         |
| 2011 | Fabiana Murer       | BRA  | Martina Strutz               | GER     | Swetlana Feofanowa              | RUS     |
| 2013 | Jelena Issinbajewa  | RUS  | Jennifer Suhr                | USA     | Yarisley Silva                  | CUB     |
| 2015 | Yarisley Silva      | CUB  | Fabiana Murer                | BRA     | Nikoleta Kyriakopoulou          | GRE     |
| 2017 | Katerina Stefanidi  | GRE  | Sandi Morris                 | USA     | Yarisley Silva Robeilys Peinado | CUB VEN |
| 2019 | Anschelika Sidorowa | ANA  | Sandi Morris                 | USA     | Katerina Stefanidi              | GRE     |
| 2022 | Katie Nageotte      | USA  | Sandi Morris                 | USA     | Nina Kennedy                    | AUS     |

### Weitsprung
| WM   | Gold                 | Gold | Silber                  | Silber | Bronze            | Bronze |
| WM   | Athletin             | Land | Athletin                | Land   | Athletin          | Land   |
| ---- | -------------------- | ---- | ----------------------- | ------ | ----------------- | ------ |
| 1983 | Heike Daute          | GDR  | Anișoara Stanciu        | ROM    | Carol Lewis       | USA    |
| 1987 | Jackie Joyner-Kersee | USA  | Jelena Belewskaja       | URS    | Heike Drechsler   | GDR    |
| 1991 | Jackie Joyner-Kersee | USA  | Heike Drechsler         | GER    | Laryssa Bereschna | URS    |
| 1993 | Heike Drechsler      | GER  | Laryssa Bereschna       | UKR    | Renata Nielsen    | DEN    |
| 1995 | Fiona May            | ITA  | Niurka Montalvo         | CUB    | Irina Muschailowa | RUS    |
| 1997 | Ljudmila Galkina     | RUS  | Niki Xanthou            | GRE    | Fiona May         | ITA    |
| 1999 | Niurka Montalvo      | ESP  | Fiona May               | ITA    | Marion Jones      | USA    |
| 2001 | Fiona May            | ITA  | Tatjana Kotowa          | RUS    | Niurka Montalvo   | ESP    |
| 2003 | Eunice Barber        | FRA  | Tatjana Kotowa          | RUS    | Anju Bobby George | IND    |
| 2005 | Tianna Madison       | USA  | Eunice Barber           | FRA    | Yargelis Savigne  | CUB    |
| 2007 | Tatjana Lebedewa     | RUS  | Ljudmila Koltschanowa   | RUS    | Tatjana Kotowa    | RUS    |
| 2009 | Brittney Reese       | USA  | Tatjana Lebedewa        | RUS    | Karin Melis Mey   | TUR    |
| 2011 | Brittney Reese       | USA  | Olga Kutscherenko       | RUS    | Ineta Radēviča    | LAT    |
| 2013 | Brittney Reese       | USA  | Blessing Okagbare       | NGR    | Ivana Španović    | SRB    |
| 2015 | Tianna Bartoletta    | USA  | Shara Proctor           | GBR    | Ivana Španović    | SRB    |
| 2017 | Brittney Reese       | USA  | Darja Klischina         | ANA    | Tianna Bartoletta | USA    |
| 2019 | Malaika Mihambo      | GER  | Maryna Bech-Romantschuk | UKR    | Ese Brume         | NGR    |
| 2022 | Malaika Mihambo      | GER  | Ese Brume               | NGR    | Letícia Melo      | BRA    |

### Dreisprung
| WM   | Gold               | Gold | Silber                  | Silber | Bronze            | Bronze |
| WM   | Athletin           | Land | Athletin                | Land   | Athletin          | Land   |
| ---- | ------------------ | ---- | ----------------------- | ------ | ----------------- | ------ |
| 1993 | Anna Birjukowa     | RUS  | Iolanda Tschen          | RUS    | Iwa Prandschewa   | BUL    |
| 1995 | Inessa Krawez      | UKR  | Iwa Prandschewa         | BUL    | Anna Birjukowa    | RUS    |
| 1997 | Šárka Kašpárková   | CZE  | Rodica Mateescu         | ROM    | Olena Howorowa    | UKR    |
| 1999 | Paraskevi Tsiamita | GRE  | Yamilé Aldama           | CUB    | Olga Vasdeki      | GRE    |
| 2001 | Tatjana Lebedewa   | RUS  | Françoise Mbango Etone  | CMR    | Teresa Marinowa   | BUL    |
| 2003 | Tatjana Lebedewa   | RUS  | Françoise Mbango Etone  | CMR    | Magdelín Martínez | ITA    |
| 2005 | Trecia Smith       | JAM  | Yargelis Savigne        | CUB    | Anna Pjatych      | RUS    |
| 2007 | Yargelis Savigne   | CUB  | Tatjana Lebedewa        | RUS    | Anna Pjatych *    | RUS    |
| 2009 | Yargelis Savigne   | CUB  | Mabel Gay               | CUB    | Anna Pjatych      | RUS    |
| 2011 | Olha Saladucha     | UKR  | Olga Rypakowa           | KAZ    | Caterine Ibargüen | COL    |
| 2013 | Caterine Ibargüen  | COL  | Jekaterina Konewa       | RUS    | Olha Saladucha    | UKR    |
| 2015 | Caterine Ibargüen  | COL  | Hanna Knjasjewa-Minenko | ISR    | Olga Rypakowa     | KAZ    |
| 2017 | Yulimar Rojas      | VEN  | Caterine Ibargüen       | COL    | Olga Rypakowa     | KAZ    |
| 2019 | Yulimar Rojas      | VEN  | Shanieka Ricketts       | JAM    | Caterine Ibargüen | COL    |

* Die ursprüngliche Bronzemedaillengewinnerin Chrysopigi Devetzi wurde im November 2016 wegen Dopings disqualifiziert.

### Kugelstoßen
| WM   | Gold                | Gold | Silber                  | Silber | Bronze                    | Bronze |
| WM   | Athletin            | Land | Athletin                | Land   | Athletin                  | Land   |
| ---- | ------------------- | ---- | ----------------------- | ------ | ------------------------- | ------ |
| 1983 | Helena Fibingerová  | TCH  | Helma Knorscheidt       | GDR    | Ilona Slupianek           | GDR    |
| 1987 | Natalja Lissowskaja | URS  | Kathrin Neimke          | GDR    | Ines Müller               | GDR    |
| 1991 | Huang Zhihong       | CHN  | Natalja Lissowskaja     | URS    | Swetlana Kriweljowa       | URS    |
| 1993 | Huang Zhihong       | CHN  | Swetlana Kriweljowa     | RUS    | Kathrin Neimke            | GER    |
| 1995 | Astrid Kumbernuss   | GER  | Huang Zhihong           | CHN    | Swetla Mitkowa            | BUL    |
| 1997 | Astrid Kumbernuss   | GER  | Wita Pawlysch           | UKR    | Stephanie Storp           | GER    |
| 1999 | Astrid Kumbernuss   | GER  | Nadine Kleinert         | GER    | Swetlana Kriweljowa       | RUS    |
| 2001 | Janina Karoltschyk  | BLR  | Nadine Kleinert-Schmitt | GER    | Wita Pawlysch             | UKR    |
| 2003 | Swetlana Kriweljowa | RUS  | Nadseja Astaptschuk     | BLR    | Wita Pawlysch             | UKR    |
| 2005 | Nadseja Astaptschuk | BLR  | Olga Rjabinkina         | RUS    | Valerie Vili              | NZL    |
| 2007 | Valerie Vili        | NZL  | Nadseja Astaptschuk     | BLR    | Nadine Kleinert           | GER    |
| 2009 | Valerie Vili        | NZL  | Nadine Kleinert         | GER    | Gong Lijiao               | CHN    |
| 2011 | Valerie Adams       | NZL  | Nadseja Astaptschuk     | BLR    | Jillian Camarena-Williams | USA    |
| 2013 | Valerie Adams       | NZL  | Christina Schwanitz     | GER    | Gong Lijiao               | CHN    |
| 2015 | Christina Schwanitz | GER  | Gong Lijiao             | CHN    | Michelle Carter           | USA    |
| 2017 | Gong Lijiao         | CHN  | Anita Márton            | HUN    | Michelle Carter           | USA    |
| 2019 | Gong Lijiao         | CHN  | Danniel Thomas-Dodd     | JAM    | Christina Schwanitz       | GER    |
| 2022 | Chase Ealey         | USA  | Gong Lijiao             | CHN    | Jessica Schilder          | NLD    |

### Diskuswurf
| WM   | Gold               | Gold | Silber               | Silber | Bronze                    | Bronze |
| WM   | Athletin           | Land | Athletin             | Land   | Athletin                  | Land   |
| ---- | ------------------ | ---- | -------------------- | ------ | ------------------------- | ------ |
| 1983 | Martina Opitz      | GDR  | Galina Murašova      | URS    | Marija Petkowa            | BUL    |
| 1987 | Martina Hellmann   | GDR  | Diana Gansky         | GDR    | Zwetanka Christowa        | BUL    |
| 1991 | Zwetanka Christowa | BUL  | Ilke Wyludda         | GER    | Laryssa Mychaltschenko    | URS    |
| 1993 | Olga Burowa        | RUS  | Daniela Costian      | AUS    | Min Chunfeng              | CHN    |
| 1995 | Elina Swerawa      | BLR  | Ilke Wyludda         | GER    | Olga Tschernjawskaja      | RUS    |
| 1997 | Beatrice Faumuina  | NZL  | Elina Swerawa        | BLR    | Natalja Sadowa            | RUS    |
| 1999 | Franka Dietzsch    | GER  | Anastasia Kelesidou  | GRE    | Nicoleta Grasu            | ROM    |
| 2001 | Elina Swerawa      | BLR  | Nicoleta Grasu       | ROM    | Anastasia Kelesidou       | GRE    |
| 2003 | Iryna Jattschanka  | BLR  | Anastasia Kelesidou  | GRE    | Ekaterini Vongoli         | GRE    |
| 2005 | Franka Dietzsch    | GER  | Natalja Sadowa       | RUS    | Věra Pospíšilová-Cechlová | CZE    |
| 2007 | Franka Dietzsch    | GER  | Yarelys Barrios      | CUB    | Nicoleta Grasu            | ROM    |
| 2009 | Dani Samuels       | AUS  | Yarelys Barrios      | CUB    | Nicoleta Grasu            | ROM    |
| 2011 | Li Yanfeng         | CHN  | Nadine Müller        | GER    | Yarelys Barrios           | CUB    |
| 2013 | Sandra Perković    | CRO  | Mélina Robert-Michon | FRA    | Yarelys Barrios           | CUB    |
| 2015 | Denia Caballero    | CUB  | Sandra Perković      | CRO    | Nadine Müller             | GER    |
| 2017 | Sandra Perković    | CRO  | Dani Stevens         | AUS    | Mélina Robert-Michon      | FRA    |
| 2019 | Yaimé Pérez        | CUB  | Denia Caballero      | CUB    | Sandra Perković           | CRO    |

### Hammerwurf
| WM   | Gold             | Gold | Silber            | Silber | Bronze              | Bronze |
| WM   | Athletin         | Land | Athletin          | Land   | Athletin            | Land   |
| ---- | ---------------- | ---- | ----------------- | ------ | ------------------- | ------ |
| 1999 | Mihaela Melinte  | ROM  | Olga Kusenkowa    | RUS    | Lisa Misipeka       | ASA    |
| 2001 | Yipsi Moreno     | CUB  | Olga Kusenkowa    | RUS    | Bronwyn Eagles      | AUS    |
| 2003 | Yipsi Moreno     | CUB  | Olga Kusenkowa    | RUS    | Manuela Montebrun   | FRA    |
| 2005 | Yipsi Moreno     | CUB  | Manuela Montebrun | FRA    | Zhang Wenxiu        | CHN    |
| 2007 | Betty Heidler    | GER  | Yipsi Moreno      | CUB    | Zhang Wenxiu        | CHN    |
| 2009 | Anita Włodarczyk | POL  | Betty Heidler     | GER    | Martina Hrašnová    | SVK    |
| 2011 | Tatjana Lyssenko | RUS  | Betty Heidler     | GER    | Zhang Wenxiu        | CHN    |
| 2013 | Anita Włodarczyk | POL  | Zhang Wenxiu      | CHN    | Wang Zheng          | CHN    |
| 2015 | Anita Włodarczyk | POL  | Zhang Wenxiu      | CHN    | Alexandra Tavernier | FRA    |
| 2017 | Anita Włodarczyk | POL  | Wang Zheng        | CHN    | Malwina Kopron      | POL    |
| 2019 | DeAnna Price     | USA  | Joanna Fiodorow   | POL    | Wang Zheng          | CHN    |
| 2022 | Brooke Andersen  | USA  | Camryn Rogers     | CAN    | Janee' Kassanavoid  | USA    |

### Speerwurf
| WM   | Gold                 | Gold | Silber              | Silber | Bronze               | Bronze |
| WM   | Athletin             | Land | Athletin            | Land   | Athletin             | Land   |
| ---- | -------------------- | ---- | ------------------- | ------ | -------------------- | ------ |
| 1983 | Tiina Lillak         | FIN  | Fatima Whitbread    | GBR    | Anna Verouli         | GRE    |
| 1987 | Fatima Whitbread     | GBR  | Petra Felke         | GDR    | Beate Peters         | FRG    |
| 1991 | Xu Demei             | CHN  | Petra Felke-Meier   | GER    | Silke Renk           | GER    |
| 1993 | Trine Hattestad      | NOR  | Karen Forkel        | GER    | Natallja Schykalenka | BLR    |
| 1995 | Natallja Schykalenka | BLR  | Felicia Țilea       | ROM    | Mikaela Ingberg      | FIN    |
| 1997 | Trine Hattestad      | NOR  | Joanna Stone        | AUS    | Tanja Damaske        | GER    |
| 1999 | Mirela Tzelili       | GRE  | Tatjana Schikolenko | RUS    | Trine Hattestad      | NOR    |
| 2001 | Osleidys Menéndez    | CUB  | Mirela Tzelili      | GRE    | Sonia Bisset         | CUB    |
| 2003 | Mirela Manjani       | GRE  | Tatjana Schikolenko | RUS    | Steffi Nerius        | GER    |
| 2005 | Osleidys Menéndez    | CUB  | Christina Obergföll | GER    | Steffi Nerius        | GER    |
| 2007 | Barbora Špotáková    | CZE  | Christina Obergföll | GER    | Steffi Nerius        | GER    |
| 2009 | Steffi Nerius        | GER  | Barbora Špotáková   | CZE    | Marija Abakumowa     | RUS    |
| 2011 | Marija Abakumowa     | RUS  | Barbora Špotáková   | CZE    | Sunette Viljoen      | RSA    |
| 2013 | Christina Obergföll  | GER  | Kimberley Mickle    | AUS    | Marija Abakumowa     | RUS    |
| 2015 | Katharina Molitor    | GER  | Lü Huihui           | CHN    | Sunette Viljoen      | RSA    |
| 2017 | Barbora Špotáková    | CZE  | Li Lingwei          | CHN    | Lü Huihui            | CHN    |
| 2019 | Kelsey-Lee Barber    | AUS  | Liu Shiying         | CHN    | Lü Huihui            | CHN    |
| 2022 | Kelsey-Lee Barber    | AUS  | Kara Winger         | USA    | Haruka Kitaguchi     | JPN    |

### Siebenkampf
| WM   | Gold                      | Gold | Silber                | Silber | Bronze                   | Bronze |
| WM   | Athletin                  | Land | Athletin              | Land   | Athletin                 | Land   |
| ---- | ------------------------- | ---- | --------------------- | ------ | ------------------------ | ------ |
| 1983 | Ramona Neubert            | GDR  | Sabine Paetz          | GDR    | Anke Vater               | GDR    |
| 1987 | Jackie Joyner-Kersee      | USA  | Larissa Nikitina      | URS    | Jane Frederick           | USA    |
| 1991 | Sabine Braun              | GER  | Liliana Năstase       | ROM    | Irina Belowa             | URS    |
| 1993 | Jackie Joyner-Kersee      | USA  | Sabine Braun          | GER    | Swjatlana Buraha         | BLR    |
| 1995 | Ghada Shouaa              | SYR  | Swetlana Moskalez     | RUS    | Rita Ináncsi             | HUN    |
| 1997 | Sabine Braun              | GER  | Denise Lewis          | GBR    | Remigija Nazarovienė     | LTU    |
| 1999 | Eunice Barber             | FRA  | Denise Lewis          | GBR    | Ghada Shouaa             | SYR    |
| 2001 | Jelena Prochorowa         | RUS  | Natallja Sasanowitsch | BLR    | Shelia Burrell           | USA    |
| 2003 | Carolina Klüft            | SWE  | Eunice Barber         | FRA    | Natallja Sasanowitsch    | BLR    |
| 2005 | Carolina Klüft            | SWE  | Eunice Barber         | FRA    | Margaret Simpson         | GHA    |
| 2007 | Carolina Klüft            | SWE  | Ljudmyla Blonska      | UKR    | Kelly Sotherton          | GBR    |
| 2009 | Jessica Ennis             | GBR  | Jennifer Oeser        | GER    | Kamila Chudzik           | POL    |
| 2011 | Jessica Ennis             | GBR  | Jennifer Oeser        | GER    | Karolina Tymińska        | POL    |
| 2013 | Hanna Melnytschenko       | UKR  | Brianne Theisen-Eaton | CAN    | Dafne Schippers          | NED    |
| 2015 | Jessica Ennis-Hill        | GBR  | Brianne Theisen-Eaton | CAN    | Laura Ikauniece-Admidiņa | LAT    |
| 2017 | Nafissatou Thiam          | BEL  | Carolin Schäfer       | GER    | Anouk Vetter             | NED    |
| 2019 | Katarina Johnson-Thompson | GBR  | Nafissatou Thiam      | BEL    | Verena Preiner           | AUT    |
| 2022 | Nafissatou Thiam          | BEL  | Anouk Vetter          | NED    | Anna Hall                | USA    |

## Nicht mehr ausgetragene Wettbewerbe

### 3000 m
| Weltmeisterschaften | Weltmeisterschaften | Gold               | Silber          | Bronze                      |
| ------------------- | ------------------- | ------------------ | --------------- | --------------------------- |
| 1980                | Sittard             | Birgit Friedmann   | Karoline Nemetz | Ingrid Christensen          |
| 1983                | Helsinki            | Mary Decker        | Brigitte Kraus  | Tatjana Kowalenko-Kasankina |
| 1987                | Rom                 | Tetjana Samolenko  | Maricica Puică  | Ulrike Bruns                |
| 1991                | Tokio               | Tetjana Dorowskych | Jelena Romanowa | Susan Sirma                 |
| 1993                | Stuttgart           | Qu Yunxia          | Zhang Linli     | Zhang Lirong                |

### 10 km Gehen
| Weltmeisterschaften | Weltmeisterschaften | Gold            | Silber             | Bronze                |
| ------------------- | ------------------- | --------------- | ------------------ | --------------------- |
| 1987                | Rom                 | Irina Strachowa | Kerry Saxby-Junna  | Yan Hong              |
| 1991                | Tokio               | Alina Iwanowa   | Madelein Svensson  | Sari Essayah          |
| 1993                | Stuttgart           | Sari Essayah    | Ileana Salvador    | Encarna Granados      |
| 1995                | Göteborg            | Irina Stankina  | Annarita Sidoti    | Jelena Nikolajewa     |
| 1997                | Athen               | Annarita Sidoti | Wolha Kardapolzawa | Waljanzina Zybulskaja |

### 50 km Gehen
| Weltmeisterschaften | Weltmeisterschaften | Gold           | Silber    | Bronze          |
| ------------------- | ------------------- | -------------- | --------- | --------------- |
| 2017                | London              | Inês Henriques | Yin Hang  | Yang Shuqing    |
| 2019                | Doha                | Liang Rui      | Li Maocuo | Eleonora Giorgi |